# Kasteel Holtmühle
Kasteel Holtmühle is een kasteelcomplex, in zijn huidige hoofdvorm in hoofdzaak uit de 17e eeuw. Het hoofdgebouw is een bakstenen gebouw met twee torenvormige hoekpaviljoens. De hoofdentree heeft een 19e-eeuwse hardstenen deuromlijsting. Tot het kasteelcomplex behoort een van de weinige geheel bewaard gebleven tiendschuren in Nederland. Verder bestaat het complex uit twee solitaire poortgebouwen (Kaldenkerker Poort en Venlose Poort), bijgebouwen, tuinen, grachten, vijvers en landerijen.

## Geschiedenis
Dit kasteel in Tegelen in Nederlands-Limburg is in oorsprong bijna 700 jaar oud. Archeologisch onderzoek toont aan dat het kasteel waarschijnlijk in de laatste helft van de 14e eeuw is gebouwd. De eerste met naam bekende eigenaar was Otto van Holtmeulen. Hij werd in 1394 met de heerlijkheid Tegelen en toebehoren beleend door de hertog van Gelre. De stelling dat Otto, de nieuwe heer van Tegelen, gehuwd zou zijn met ene Elisabeth van Tegelen wordt door geen enkele bron ondersteund, maar wordt helaas tot op de dag van vandaag kritiekloos in diverse publicaties gekopieerd. De heren van Tegelen hadden tot die tijd altijd in kasteel de Munt en de Bongertshof gewoond: hier ging nu een zijtak van de familie wonen. Het huidige 17e-eeuwse hoofdgebouw bevat nog fragmenten van het oorspronkelijke 14e-eeuws gebouw.
In de 17e eeuw werd het kasteel bewoond door leden van het Duits adellijk geslacht Metternich, die hun rechten op de heerlijkheid Tegelen en het inmiddels bouwvallige kasteel Holtmühle in 1702 verkochten aan de familie von Hundt zum Busch, die het kasteel weer bewoonbaar liet maken. Ze lieten ook een nieuwe weg naar Kaldenkerken aanleggen. Deze verhoogde weg liep van de Kaldenkerker Poort door het moerassige gebied onder de steilrand rechtstreeks naar Kaldenkerken en het slot Wambach, en kwam bekend te staan als de Huntsleich, Hondsdiekerweg of Hondsdijk.
In 1744 trouwde de jonge barones Anne Elisabeth von Hundt met de Pruisische militair Joachim Reinhold von Glasenapp, die in 1747 het kasteel en de bijbehorende titel, heer van Tegelen, van zijn schoonvader erfde. Na von Glasenapps vertrek uit Tegelen rond 1780 stond het kasteel geregeld langere tijd leeg. In 1879 was Jacobus Craandijk in Tegelen. In zijn Wandelingen door Nederland met pen en potlood wijdt hij enkele regels aan het kasteel: 't Is vooral opmerkelijk om het uitgestrekte kasteel Holtmuhle, het hoofdkwartier van Frederik Hendrik bij het beleg van Venlo in 1646. Vroeger bezat dit slot aanzienlijke achterleenen en waren er belangrijke regten aan verbonden. Tegenwoordig is het onbewoond, maar, naar het schijnt, nog goed onderhouden en, met zijn twee poorten, zijn' ommuurden voorhof, zijn breede gracht, maakt het gebouw een' goeden indruk, die nog zou worden vermeerderd, als de muren niet met een leelijk, eentoonig donker grijs kleurtje waren bedekt.
Rond 1850 was het kasteel zo vervallen dat de helft van de gebouwen werd afgebroken toen Louis de Rijk zich er vestigde, die het gebouw in 1852 grondig liet verbouwen. Zijn dochter Theodora trouwde in 1883 met Henri van Basten Batenburg. De gemeente Tegelen kocht het kasteel met de bijgebouwen en de omliggende landerijen in 1968 van de familie Van Basten Batenburg voor 800.000 Nederlandse gulden. In 1985 werd de Kaldenkerker Poort gerestaureerd en een jaar later de Venlose Poort. Na een omvangrijke restauratie in 1993 is in het complex het hotel-restaurant Château de Holtmühle, behorende tot de Bilderberg-hotelketen, gevestigd. Rondom het kasteel zijn fraaie kasteeltuinen in diverse stijlen te bewonderen.

## Tiendschuur
De gemeente Tegelen liet in 1978 de hoektorentjes van de tiendschuur herstellen en in 1988 werd het gebouw in de oorspronkelijke staat hersteld, waarbij onder andere een later aangebouwde opslagloods werd gesloopt. In het gebouw werd in 1985 een keramische leerwerkplaats gevestigd en sinds 1987 huist het Tegels keramiekmuseum in de tiendschuur.